# Elvis Gordon
Elvis Anthony Gordon (* 23. června 1958 Jamajka – 11. května 2011 Wolverhampton) byl britský a anglický zápasník–judista původem z Jamajky.

## Sportovní kariéra
Připravoval se v Wolverhamptonu pod vedením trenérské dvojice Mac Abbotts, Dave Brooks. V britské reprezentaci se pohyboval od počátku osmdesátých let v těžké váze nad 95 kg. Svých největších úspěchů dosáhl v neolympijské disciplíně bez rozdílu vah. V těžké váze na favority většinou nestačil. Třikrát startoval na letních olympijských hrách v roce 1984, 1988 a 1992 s celkovou bilancí jedna výhra čtyři porážky. Sportovní kariéru ukončil v roce 1996. Věnoval se trenérské práci. Zemřel v roce 2011 po boji se zákeřnou nemocí.

## Výsledky

### Váhové kategorie
| Turnaj             | 1983       | 1984       | 1985       | 1986       | 1987       | 1988       | 1989       | 1990       | 1991       | 1992       | 1993       | 1994       | 1995       |
| Turnaj             | 25         | 26         | 27         | 28         | 29         | 30         | 31         | 32         | 33         | 34         | 35         | 36         | 37         |
| Turnaj             | těžká váha | těžká váha | těžká váha | těžká váha | těžká váha | těžká váha | těžká váha | těžká váha | těžká váha | těžká váha | těžká váha | těžká váha | těžká váha |
| ------------------ | ---------- | ---------- | ---------- | ---------- | ---------- | ---------- | ---------- | ---------- | ---------- | ---------- | ---------- | ---------- | ---------- |
| Olympijské hry     |            | úč.        |            |            |            | úč.        |            |            |            | úč.        |            |            |            |
| Mistrovství světa  | —          |            | 7.         |            | úč.        |            | úč.        |            | úč.        |            | úč.        |            | úč.        |
| Mistrovství Evropy | úč.        | —          | úč.        | úč.        | úč.        | úč.        | úč.        | 7.         | úč.        | úč.        | —          | —          | —          |

### Bez rozdílu vah
| Turnaj             | 1983 | 1984 | 1985 | 1986 | 1987 | 1988 | 1989 | 1990 | 1991 | 1992 | 1993 | 1994 | 1995 |
| Turnaj             | 25   | 26   | 27   | 28   | 29   | 30   | 31   | 32   | 33   | 34   | 35   | 36   | 37   |
| ------------------ | ---- | ---- | ---- | ---- | ---- | ---- | ---- | ---- | ---- | ---- | ---- | ---- | ---- |
| Olympijské hry     |      | —    |      |      |      |      |      |      |      |      |      |      |      |
| Mistrovství světa  | —    |      | úč.  |      | 2.   |      | 5.   |      | úč.  |      | úč.  |      | úč.  |
| Mistrovství Evropy | —    | 5.   | 3.   | 5.   | 5.   | 1.   | úč.  | 5.   | úč.  | 3.   | —    | —    | —    |